# V1052 Centauri
V1052 Centauri (HD 101412) – gwiazda typu Herbig Ae położona w gwiazdozbiorze Centaura, oddalona o około 700 lat świetlnych od Ziemi.
Gwiazda otoczona jest dyskiem protoplanetarnym o nietypowej budowie, odkrytym przez Very Large Telescope należący do Europejskiego Obserwatorium Południowego. W odległości równej w przybliżeniu odległości Ziemi od Słońca wokół gwiazdy znajduje się skoncentrowany tlenek węgla. Ten związek chemiczny był już wcześniej wykrywany w dyskach protoplanetarnych, ale zazwyczaj jest on równomiernie rozłożony, natomiast w przypadku V1052 Cen skoncentrowany jest w postaci wąskiego pierścienia otaczającego gwiazdę. Sama gwiazda zwróciła na siebie uwagę także tym, że w porównaniu z innymi gwiazdami tego typu ma bardzo silne pole magnetyczne i obraca się znacznie wolniej niż podobne ciała niebieskie.